# Bokang Montjane
Bokang Montjane (sinh ngày 5 tháng 5 năm 1986 tại Transvaal) là một người mẫu Nam Phi và nữ hoàng sức đẹp trong cuộc thi sắc đẹp được trao vương miện Hoa hậu Nam Phi 2010, trở thành đại diện chính thức của đất nước này tham gia cuộc thi Hoa hậu Hoàn vũ 2011 và Hoa hậu Thế giới 2011. Cô cũng tham gia cuộc thi Hoa hậu Quốc tế 2009 và được xếp hạng Top 16 chung cuộc tại cuộc thi Hoa hậu Trái Đất 2007. Ngoài ra cô cũng là một trong 7 thí sinh lọt vào chung kết và sau đó chiến thắng danh hiệu là Hoa hậu Châu Phi tại Hoa hậu Thế giới 2011.

## Đầu đời
Montjane sinh ra và lớn lên ở làng Ga-Mphahlele ở Transvaal (nay là Limpopo). Trước khi tham gia cuộc thi Hoa hậu Nam Phi, Montjane đã từng tham gia cuộc thi Hoa hậu Trái Đất 2007 được tổ chức tại Quezon, Philippines. Trong đêm chung kết, cô đã chiến thắng giải thưởng phụ Sắc đẹp vì một mục tiêu (Beauty for a Cause). Đồng thời, cô còn lọt vào Top 16 của cuộc thi. Hai năm sau, cô tham gia cuộc thi Hoa hậu Quốc tế 2009 được tổ chức tại Thành Đô, Trung Quốc.

## Hoa hậu Nam Phi
Montjane, cao 1,75 m (5 ft 9 in), đã từng là một trong 12 thí sinh vào chung kết trong cuộc thi sắc đẹp quốc gia của cô, Hoa hậu Nam Phi, được tổ chức tại Sun City vào ngày 12 tháng 12 năm 2010, nơi cô trở thành người chiến thắng cuối cùng và đoạt lấy danh hiệu này, giành quyền đại diện cho Nam Phi trong hai cuộc thi sắc đẹp khác là Hoa hậu Hoàn vũ 2011 và Hoa hậu Thế giới 2011. Cô là người phụ nữ châu Phi thứ hai thi đấu tại Tứ đại Hoa hậu, sau Cynthia Kanema của Zambia.